# Lophothericles carinifrons
Lophothericles carinifrons is een rechtvleugelig insect uit de familie Thericleidae. De wetenschappelijke naam van deze soort is voor het eerst geldig gepubliceerd in 1889 door Karsch.